# Hilde Jager
Hilde Jager (Markelo, 20 december 1997) is een Nederlands judoka die uitkomt in de klasse tot 70 kilogram. Ze werd jeugdkampioen op het EK 2017 in Podgorica.

## Biografie
Hilde Jager wist op het EK 2017 in Podgorica een gouden medaille te behalen. Ze mocht in 2018 voor het eerst aantreden op een senioren WK, in Bakoe. Op het WK 2021 mocht Jager niet enkel in het gemixte team in actie komen, maar ook individueel. In 2022 werd ze eveneens opgenomen in de ploeg van het WK. Hierin moest ze het afleggen tegen de Kroatische Barbara Matic. Een jaar later wist ze op de Grand Prix van Oostenrijk in Linz een bronzen medaille te behalen. In 2024 hoopte Jager deelname aan de Olympische Spelen af te dwingen. Uiteindelijke reisde ze niet als judoka, maar als trainingsmaatje van landgenote Joanne van Lieshout naar de Spelen. 

## Resultaten
Europese Kadetten kampioenenschappen 2019
 Europese kampioenschappen onder 23 2017 in Podgorica –70 kg
 Europese kampioenschappen onder 23 2019 in Izhevsk –70 kg
 IJF Grand Prix 2019 in Tashkent –70 kg
 IJF Grand Slam in Parijs –70 kg
 IJF Grand Prix 2023 in Linz –70 kg
 IJF Grand Slam in Abu Dhabi –70 kg
 Europese Spelen 2023 in Krakau – Gemixt